# Randy Krummenacher
Randy Krummenacher (ur. 24 lutego 1990 w Gossau) – szwajcarski motocyklista.

## Kariera
Przełomowym sezonem dla Krummenachera był rok 2007, jeżdżąc wtedy na fabrycznym KTM'ie zdobył swoje pierwsze i zarazem jedyne podium w karierze podczas Grand Prix Barcelony, rok zakończył 13. Pech dopadł Szwajcara w 2008, zaliczył on wtedy groźną kontuzję podczas jazdy rowerem górskim, a podczas Grand Prix Jerez został z tego powodu odwieziony do szpitala, gdzie przeszedł operację usunięcia śledziony. Mając wielkie trudności z powrotem do optymalnej formy, Krummenacher postanowił zmienić zespół i wybrał ekipę Degraaf, jako swoje kolejne miejsce pracy, jednak już w 2010 odszedł stamtąd i dołączył do teamu Ariego Molenaara, okazało się to dobrym posunięciem i Randy uzyskał najlepsze miejsce w klasyfikacji generalnej w swojej karierze (9 ze 113 pkt.).
Jego początki Moto2 w 2011 to ścisła współpraca z GP Team Switzerland, gdzie spędził także 2012. Kolejnym etapem na jego drodze był Technomag carXpert. Podczas startów dla tego zespołu, w GP Silverstone, uległ wypadkowi, po którym musiał pauzować aż przez 4 weekendy wyścigowe. Ciągle poszukując swojego miejsca w wyścigowym światku Krummenacher zmienił pracodawcę i od 2014 ścigał się w Iodaracing Project.

## Statystyki

### Sezony
| Sezon | Klasa | Motocykl     | Wyścigi | Win | Podia | PP | Najsz. okr. | Pkt. | Msc |
| ----- | ----- | ------------ | ------- | --- | ----- | -- | ----------- | ---- | --- |
| 2006  | 125cc | KTM          | 4       | 0   | 0     | 0  | 0           | 0    | N/A |
| 2007  | 125cc | Red Bull KTM | 17      | 0   | 1     | 0  | 1           | 69   | 13  |
| 2008  | 125cc | Red Bull KTM | 13      | 0   | 0     | 0  | 0           | 10   | 25  |
| 2009  | 125cc | Aprilia      | 16      | 0   | 0     | 0  | 0           | 32   | 21  |
| 2010  | 125cc | Aprilia      | 17      | 0   | 0     | 0  | 0           | 113  | 9   |
| 2011  | Moto2 | Kalex        | 17      | 0   | 0     | 0  | 0           | 52   | 18  |
| 2012  | Moto2 | Kalex        | 13      | 0   | 0     | 0  | 1           | 32   | 18  |
| 2013  | Moto2 | Suter        | 13      | 0   | 0     | 0  | 0           | 22   | 17  |
| 2014  | Moto2 | Suter        | 17      | 0   | 0     | 0  | 0           | 24   | 24  |
| 2015  | Moto2 | Suter        | 18      | 0   | 0     | 0  | 0           | 31   | 21  |
| Razem |       |              | 145     | 0   | 1     | 0  | 2           | 385  |     |

### Klasy wyścigowe
| Klasa  | Sezon     | Pierwszy wyścig      | Pierwsze podium | Pierwsza wygrana | Wyścigi | Wygrane | Podia | PP | NO | Pkt. | WCh. |
| ------ | --------- | -------------------- | --------------- | ---------------- | ------- | ------- | ----- | -- | -- | ---- | ---- |
| 125 cc | 2006–2010 | Wielka Brytania 2006 | Katalonia 2007  |                  | 67      | 0       | 1     | 0  | 1  | 224  | 0    |
| Moto2  | 2011–2015 | Katar 2011           |                 |                  | 78      | 0       | 0     | 0  | 1  | 161  | 0    |
| Razem  | 2006–     |                      |                 |                  | 145     | 0       | 1     | 0  | 2  | 385  |      |

### Starty
| Sezon | Klasa  | Motocykl | 1      | 2      | 3      | 4      | 5      | 6      | 7      | 8      | 9      | 10      | 11     | 12      | 13     | 14     | 15     | 16     | 17     | 18     | Poz. | Pkt. |
| ----- | ------ | -------- | ------ | ------ | ------ | ------ | ------ | ------ | ------ | ------ | ------ | ------- | ------ | ------- | ------ | ------ | ------ | ------ | ------ | ------ | ---- | ---- |
| 2006  | 125cm3 | KTM      | SPA    | QAT    | TUR    | CHN    | FRA    | ITA    | CAT    | NED    | GBR 20 | GER 16  | CZE    | MAL     | AUS    | JPN    | POR 16 | VAL NU |        |        | NS   | 0    |
| 2007  | 125cm3 | KTM      | QAT 19 | SPA 17 | TUR 15 | CHN 27 | FRA 13 | ITA 13 | CAT 3  | GBR 13 | NED 12 | GER 5   | CZE 9  | RSM 6   | POR 10 | JPN 19 | AUS 12 | MAL 17 | VAL 15 |        | 13   | 69   |
| 2008  | 125cm3 | KTM      | QAT 22 | SPA    | POR    | CHN NU | FRA 10 | ITA 17 | CAT 15 | GBR 13 | NED 19 | GER NU  | CZE 23 | RSM 26  | IND    | JPN    | AUS 21 | MAL 19 | VAL 17 |        | 25   | 10   |
| 2009  | 125cm3 | Aprilia  | QAT 22 | JPN 18 | SPA 17 | FRA 15 | ITA 13 | CAT 10 | NED NU | GER 11 | GBR 18 | CZE 17  | IND NU | RSM 17  | POR 10 | AUS 15 | MAL 13 | VAL 9  |        |        | 21   | 32   |
| 2010  | 125cm3 | Aprilia  | QAT 6  | SPA 8  | FRA 14 | ITA 6  | GBR 7  | NED 6  | CAT 7  | GER 11 | CZE 17 | IND 7   | RSM 9  | ARA DSQ | JPN 11 | MAL 10 | AUS 9  | POR 7  | VAL 9  |        | 9    | 113  |
| 2011  | Moto2  | Kalex    | QAT 27 | SPA 27 | POR 7  | FRA 12 | CAT 5  | GBR 11 | NED 9  | ITA 13 | GER 4  | CZE NU  | IND 21 | RSM 19  | ARA 21 | JPN 24 | AUS 21 | MAL 21 | VAL 16 |        | 18   | 52   |
| 2012  | Moto2  | Kalex    | QAT 11 | SPA 22 | POR 19 | FRA NU | CAT 8  | GBR 14 | NED 11 | GER 24 | ITA 12 | IND 17  | CZE 21 | RSM DNS | ARA    | JPN    | MAL    | AUS 8  | VAL 19 |        | 18   | 32   |
| 2013  | Moto2  | Suter    | QAT 19 | AME NU | SPA 17 | FRA 10 | ITA 15 | CAT 6  | NED 11 | GER 17 | IND 19 | CZE 16  | GBR 19 | RSM 16  | ARA    | MAL    | AUS    | JPN    | VAL 21 |        | 17   | 22   |
| 2014  | Moto2  | Suter    | QAT 13 | AME 13 | ARG 27 | SPA 15 | FRA 13 | ITA 26 | CAT 25 | NED NU | GER 7  | IND DNS | CZE 24 | GBR 13  | RSM 14 | ARA 23 | JPN 21 | AUS 19 | MAL 26 | VAL 22 | 24   | 24   |
| 2015  | Moto2  | Kalex    | QAT 17 | AME 21 | ARG 21 | SPA 14 | FRA 12 | ITA 14 | CAT 18 | NED 14 | GER 13 | IND NU  | CZE 20 | GBR 12  | RSM 14 | ARA 17 | JPN 10 | AUS 10 | MAL 17 | VAL 21 | 21   | 31   |